# Dobrá Voda (Křeslice)
Dobrá Voda je samota na území Prahy a bývalý vodní mlýn na severu Křeslic v přírodním parku Botič - Milíčov.
Samota je zakreslena již na mapách prvního vojenského mapování prováděného v letech 1764-1768. Na mapě druhého vojenského mapování je samota označena jako mlýn (Dobrawoda Mühle). Mlýn byl poháněn vodou z rybníka, jenž byl v místech dnešního mokřadu v Uhříněvsi, ze kterého vytéká potok Dobrá voda.
Podle místního názvu Dobrá Voda bylo pojmenováno nedaleké sídliště v Petrovicích.
Na západ od samoty u Botiče je křižovatka turistických cest, donedávna nazývaná Fantův mlýn.

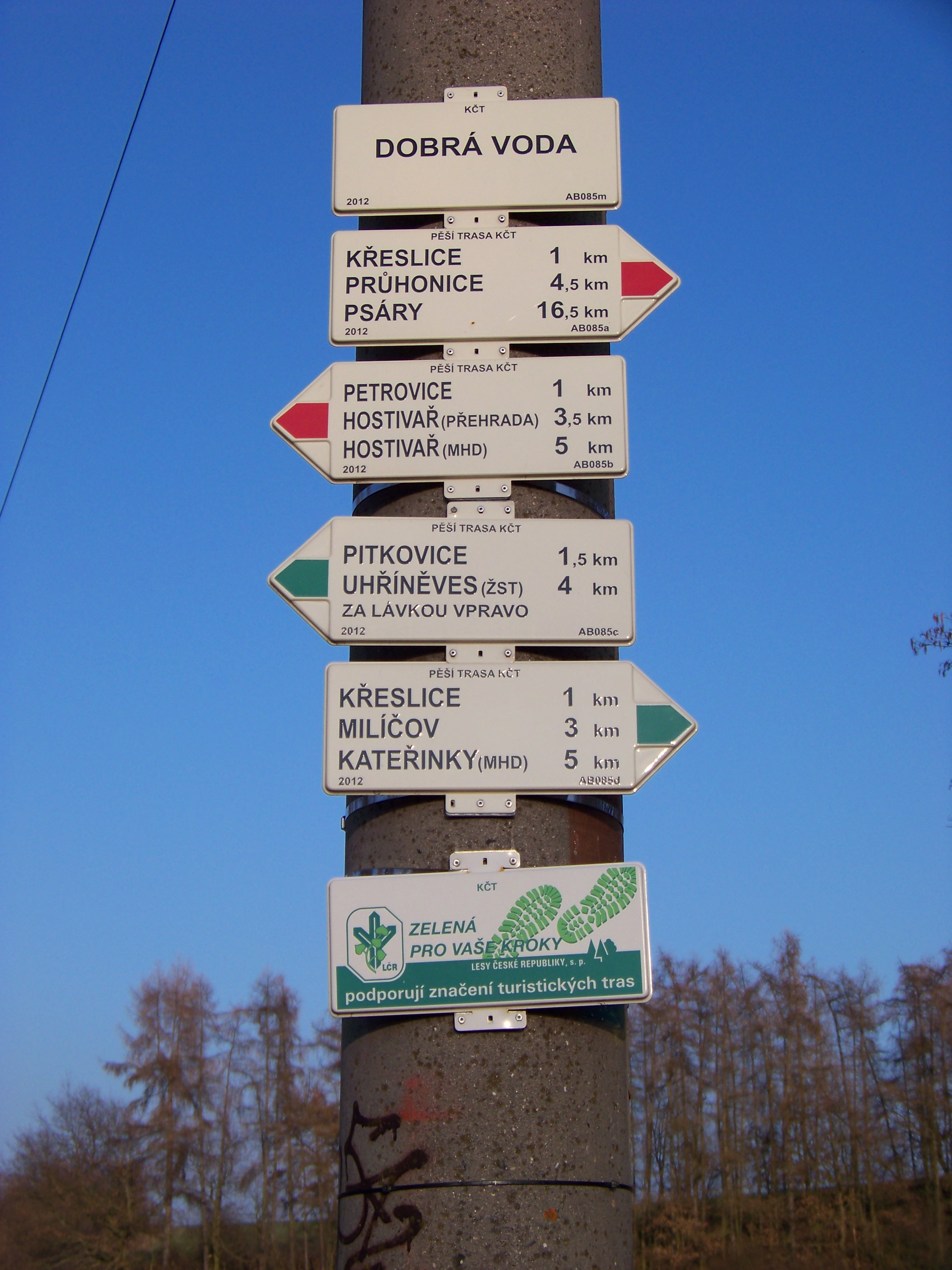
Rozcestník turistických tras u Dobré Vody